# سوپر لیگ فوتبال آلبانی
 سوپر لیگ فوتبال آلبانی  (به آلبانیایی: Kategoria Superiore) معتبرترین لیگ فوتبال در کشور آلبانی است که از سال ۱۹۳۰ تاکنون برگزار می‌شود. این لیگ از ۱۴ تیم که از سراسر کشور آلبانی در آن شرکت می‌کنند برگزار می‌شود.
باشگاه فوتبال تیرانا با ۲۴ قهرمانی پرافتخارترین تیم این سری مسابقات به حساب می‌آید.

## پرافتخارترین باشگاه‌ها
- تیرانا: ۲۴ قهرمانی
- دینامو تیرانا: ۱۸ قهرمانی
- پارتیزانی تیرانا: ۱۵ قهرمانی